# مجموعة ريوي
مجموعة ريوي هي مجموعة تعاونية ألمانية متنوعة لتجارة التجزئة والسياحة ومقرها في كولونيا، ألمانيا . اسم ريوي يأتي من ري جمعية رؤية التعاونية و جمعية تعاونيات ستكوف، ويعني "جمعية تدقيق تعاونيات الشراء الغربية".